# 蘇利南播棋
蘇利南播棋（Adji-boto），是流傳於蘇利南的播棋類遊戲。

## 棋具
- 長方形棋盤，分為兩列五個小洞，兩方玩家各分一列。

- 初始佈置時，每個小洞有十顆棋子。

## 規則
- 每回合玩家輪流行棋，從己方至少有兩顆棋子的棋洞留下一顆在原洞，其餘以逆時鐘方向分配到其他的洞中，一洞分配一顆，直至分配完。
  - 最後分配的一顆棋子若落在棋洞時，造成數量達成一、三、五，則把該洞的全部棋子取走作分數，並且若上一個洞也是二或三，則同樣取走，以此類推。

- 雙家前十著都需使用過己方十個洞。

- 玩家無法分投時，則必須放棄回合。雙方皆無法分投時，將己方棋洞的棋子都取走作分數，遊戲結束。

- 一方獲得超過總棋子數量一半時得勝[2]。